# Лаптев, Иван Дмитриевич
Ива́н Дми́триевич Ла́птев (род. 15 октября 1934 года, д. Сладкое, Крутинский район, Омская область, РСФСР, СССР) — советский и российский государственный деятель, журналист, доктор философских наук (1981 год).

## Биография
Отец погиб на фронте во время Великой Отечественной войны, мать была дояркой, одна растила пятерых детей.
Окончил школу с серебряной медалью. С 1952 года, после окончания ремесленного училища, работал кочегаром, крановщиком портовых кранов, механиком, экскаваторщиком в Омском речном порту.
Окончил Сибирский автодорожный институт им. В. В. Куйбышева и Академию общественных наук при ЦК КПСС (1973 год).
С 1960 года работал преподавателем в автодорожном институте, инструктором в Центральном спортивном клубе армии. Чемпион СССР по велоспорту (в гонке за лидером).
Член КПСС в 1960—1991 годах. С 1964 года на журналистской работе. Работал литсотрудником, специальным корреспондентом газеты «Советская Россия», консультантом отдела партийной жизни редакции журнала «Коммунист».
С 1973 года — лектор, консультант Отдела пропаганды и агитации ЦК КПСС.
С 1978 года в газете «Правда» — член редколлегии, редактор по отделу, а с 1982 года — заместитель главного редактора В. Г. Афанасьева. В 1980 году защитил докторскую диссертацию «Социально-политические и идеологические аспекты современных экологических проблем».
В 1984—1990 годах главный редактор «Известий». В 1984—1989 годах — депутат Верховного Совета СССР XI созыва. В 1986—1990 годах — кандидат в члены ЦК КПСС.
С февраля 1990 года — председатель правления Союза журналистов СССР.
С 1989 года — народный депутат СССР, входил в Комитет Верховного Совета СССР по международным делам.
В 1990—1991 годах — председатель Совета Союза Верховного Совета СССР.
21 августа 1991 года под председательством Лаптева Президиум Верховного Совета СССР принял постановление, в котором объявил незаконным фактическое отстранение президента СССР Михаила Горбачёва от исполнения его обязанностей и передачу их вице-президенту страны, и в связи с этим потребовал от вице-президента Геннадия Янаева отмены указов и основанных на них постановлений о чрезвычайном положении как юридически недействительных с момента их подписания.
С 1991 года — генеральный директор хозяйственного объединения «Известия».
С 5 декабря 1994 года — заместитель председателя, а с 25 июля 1995 года по 5 октября 1999 года — председатель Комитета (с 14 августа 1996 года — Государственного комитета) Российской Федерации по печати.

## Общественная деятельность
В разные годы занимал различные общественные должности:
- Председатель Центрального правления общества советско-австрийской дружбы,
- Председатель советско-бельгийской секции Парламентской группы СССР,
- Секретарь Парламентской группы СССР,
- Председатель Центрального совета Всесоюзного добровольного общества борьбы за трезвость.
- Заместитель председателя правления Союза журналистов СССР
- Сопредседатель Совета Российского движения демократических реформ

## Награды
- Орден Октябрьской Революции
- Орден Трудового Красного Знамени
- медаль
- Благодарность Президента Российской Федерации (14 августа 1995 года) — за активное участие в подготовке и проведении празднования 50-летия Победы в Великой Отечественной войне 1941—1945 годов[7]
- Благодарность Президента Российской Федерации (25 июля 1996 года) — за активное участие в организации и проведении выборной кампании Президента Российской Федерации в 1996 году[8]
- Благодарность Президента Российской Федерации (16 августа 1999 года) — за многолетнюю плодотворную деятельность в средствах массовой информации[9]
- Почётная грамота Правительства Российской Федерации (15 июля 1999 года) — за заслуги перед государством и многолетний добросовестный труд[10]